# Klondike, Oregon
Klondike este o localitate neîncorporată din comitatul Sherman, statul Oregon, Statele Unite ale Americii.